# سيد خميس
سيد خميس سيد (مواليد 20 يوليو 2000) لاعب كرة قدم تنزاني مولود في الإمارات العربية المتحدة يجيد اللعب في الهجوم يلعب في منتخب تنزانيا.

## مسيرة اللاعب
بدأ مع نادي بني ياس و أعير إلى نادي حتا ونادي الفجيرة.

## روابط خارجية
- سيد خميس على موقع قاعدة بيانات كرة القدم.إي يو (الإنجليزية)
- سيد خميس على موقع ناشيونال فوتبول تيمز (الإنجليزية)
- سيد خميس على موقع Soccerway.com (الإنجليزية)
- سيد خميس على موقع عالم كرة القدم.نت (الإنجليزية)